# Бузина (деревня)
Бузина — деревня в Ирбитском муниципальном образовании Свердловской области России.

## География
Деревня Бузина находится в 5 километрах (по автодорогам в 9 километрах) к северу от города Ирбита, на левом берегу реки  Ницы). В окрестностях деревни расположены озёра-старицы. В трёх километрах к востоко-юго-востоку от деревни Бузиной расположен остановочный пункт Ница Свердловской железной дороги.

## История деревни
В 1998 году был возрождён приход во имя святого праведного Симеона Верхотурского Чудотворца.

## Население
| 2002 | 2010 | 2021 |
| ---- | ---- | ---- |
| 58   | ↗61  | ↗80  |